# Galba schirazensis
Galba schirazensis is een slakkensoort uit de familie van de Lymnaeidae. De wetenschappelijke naam van de soort is voor het eerst geldig gepubliceerd in 1862 door Küster.